# Glauconycteris argentata
Glauconycteris argentata (Dobson, 1875) è un Pipistrello della famiglia dei Vespertilionidi diffuso nell'Africa centrale.

## Descrizione

### Dimensioni
Pipistrello di piccole dimensioni, con la lunghezza totale tra 94 e 114 mm, la lunghezza dell'avambraccio tra 39 e 44 mm, la lunghezza della coda tra 41 e 53 mm, la lunghezza del piede tra 5 e 10 mm, la lunghezza delle orecchie tra 8 e 14 mm e un peso fino a 12 g.

### Aspetto
La pelliccia è di media lunghezza, densa e si estende per il primo quarto della superficie dorsale dell'uropatagio. Le parti dorsali variano dal fulvo dorato al bruno-grigiastro chiaro, più chiare sulla testa e con delle strisce color crema chiaro lungo i fianchi, mentre le parti ventrali sono più scure e più grigie delle parti dorsali. Il muso è biancastro, corto, largo e appiattito. Le orecchie sono marroni, arrotondate, con un lobo lungo, arrotondato e rivolto all'indietro alla base del margine anteriore e con l'antitrago rettangolare che si estende attraverso un altro lobo carnoso sul labbro inferiore all'angolo posteriore del muso. Il trago è a forma di mezzaluna, con il margine interno diritto, quello esterno convesso e con un piccolo lobo triangolare alla base. Le membrane alari sono marroni chiare, semi-trasparenti e ricoperte di una venatura poco visibile vicino al corpo. La coda è lunga ed inclusa completamente nell'ampio uropatagio.

## Biologia

### Comportamento
Si rifugia tra le fronde delle palme in gruppi fino a 30 individui, solitamente 2-4 esemplari su ogni foglia disposti lungo la nervatura mediana.

### Alimentazione
Si nutre di insetti.

### Riproduzione
Femmine con dei piccoli sono state osservate a marzo, mentre altre che allattavano sono state osservate in giugno.

## Distribuzione e habitat
Questa specie è diffusa nel Rio Muni, Camerun sud-occidentale, Gabon nord-occidentale, Repubblica Democratica del Congo sud-occidentale, centrale e nord-orientale, Ruanda, Burundi, Uganda occidentale, Kenya sud-occidentale, Tanzania centro-orientale, Angola nord-occidentale e Zambia nord-orientale.
Vive nelle foreste pluviali, foreste di bambù, boschi di Miombo e foreste costiere. Si trova frequentemente vicino a corsi d'acqua e stagni.

## Conservazione
La IUCN Red List, considerato il vasto areale e la popolazione presumibilmente numerosa, classifica G.argentata come specie a rischio minimo (Least Concern)).